# Anton Ausserer

Anton Ausserer

Anton Ausserer (* 5. Juli 1843 in Bozen; † 20. Juli 1889 in Gleichenberg, Steiermark) war ein österreichischer Naturforscher und Arachnologe. 

## Leben und Werk
Sein Leben war kurz, arbeitsreich und voller Entbehrungen. Ausserer war eines von fünf Kindern eines Büchsenmachers in Bozen. Seine außerordentliche Begabung fiel den Lehrern auf, so dass sie seinen Vater veranlassten, ihn auf das Franziskanergymnasium zu schicken.  Dort hatte er Vincenz Maria Gredler, einen Pionier der zoologischen Forschung in Tirol, zum Lehrer. Schon in dieser Zeit zeigte Ausserer ein großes Interesse für die Naturwissenschaft. Im Alter von 15 Jahren wurde er Vollwaise. Er hatte während der Gymnasial- und Studienzeit mit bitterer wirtschaftlicher Not zu kämpfen und musste seinen Lebensunterhalt mit Nachhilfestunden verdienen. In dieser Zeit zog er sich eine Lungenerkrankung zu, die er sein Leben lang nicht mehr loswurde. Er studierte Naturwissenschaften (Lehramt) in Innsbruck 1863–1867 und wurde dort von Camill Heller, Professor für „Zoologie und Vergleichende Anatomie“ an der Universität Innsbruck, unterstützt. Heller spornte ihn auch an, Spinnen zu erforschen. In seinem zweiten Universitätsjahr 1865 erhielt Ausserer einen von der Universität ausgeschriebenen Preis sowie ein Stipendium, das ihm die Fortsetzung seines Studiums erleichterte. Mit seiner Diplomarbeit 1867 bei Heller über die Spinnenfauna Tirols begründete er die Araneofaunistik in den Nordalpen. Er schreibt in der Einleitung:
„Es kann daher wohl gerechtfertigt erscheinen, wenn ich es wage, mit meinen Resultaten an die Oeffentlichkeit zu treten, um so mehr, da die Anzahl der von mir nur in der Umgebung von Innsbruck gesammelten Arten grösser ist, als die von Doleschal für die ganze Monarchie.“
Ab 1868 arbeitete er als Gymnasiallehrer in Feldkirch. 1874 wurde er zum Professor (im titelverliebten Österreich auch eine Berufsbezeichnung für Lehrer an höheren Schulen) am 1. Staatsgymnasium in Graz ernannt. 1869 wurde er Sekretär der zoologischen Sektion der Naturwissenschaftlichen Gesellschaft Innsbruck. 1870/1871 erhielt er „Urlaub“ für ein Forschungssemester in Wien. Er studierte bei Ludwig Karl Schmarda und forschte am „k. k. zoologischen Hofcabinete“, dem Vorläufer des Naturhistorischen Museums Wien. Als Ergebnis veröffentlichte Ausserer sein zukunftsweisendes Werk zur Systematik der orthognathen Spinnen (der Vogelspinnenartigen) sowie eine Arbeit über „Neue Radspinnen“(1871). 1872 erlangte er in Innsbruck seinen Doktorgrad. 1875 schrieb er eine Fortsetzung zu seiner Arbeit über die othognathen Spinnen. 1880 bis 1881 führte ihn eine Reise nach Sizilien, 1886 bis 1887 nach Ägypten. 1888 heiratete Ausserer, starb aber schon ein Jahr später im Alter von 46 Jahren an seinem Lungenleiden. Er wurde in Trautmannsdorf (Oststeiermark) begraben.
Ausserers Bedeutung für die Arachnologie liegt neben der frühen Erforschung der Spinnenfauna der Nordalpen vor allem in seinen Beiträgen zur Systematik der Vogelspinnenartigen. Seine Arbeiten waren von großer Bedeutung für Simon und Pocock. Noch heute sind seine Gattungsnamen Acanthoscurria, Chaetopelma, Cyclocosmia, Cyclosternum, Euathlus, Hapalopus, Homoeomma, Ischnocolus, Harpactira, Selenocosmia, Sericopelma und Tapinauchenius gültig. Er beschrieb 38 neue Vogelspinnenarten. Günter Schmidt nennt ihn den ersten modernen Vogelspinnen-Taxonom.
Ein Teil seiner Sammlung blieb im Tiroler Landesmuseum erhalten. Ihre Nachbearbeitung hat die außerordentliche Leistung von Ausserer bestätigt.
Zu Ehren von Ausserer wurden folgende Spinnenarten benannt: Altella aussereri K. Thaler, 1990 (Dictynidae), Nomisia aussereri L. Koch, 1872 (Gnaphosidae), Singa aussereri Thorell, 1873 (Araneidae).

## Werke
- 1867a: Die Arachniden Tirols nach ihrer horizontalen und verticalen Verbreitung. In: Verhandlungen der kaiserlich-königlichen zoologisch-botanischen Gesellschaft. Band 17, Wien 1867, S. 137–170 (zobodat.at [PDF; 2,7 MB]).
- 1867b: Beobachtungen über Lebensweise, Fortpflanzung und Entwicklung der Spinnen. In: Zeitschrift des Ferdinandeums für Tirol und Vorarlberg. Band 13, Innsbruck 1867, S. 181–209 (zobodat.at [PDF; 15,7 MB]).
- 1871a: Beiträge zur Kenntnis der Arachniden-Familie der Territelariae Thorell (Mygalidae Autor). In: Verhandlungen der kaiserlich-königlichen zoologisch-botanischen Gesellschaft. Band 21, Wien 1871, S. 184–187 (zobodat.at [PDF; 6,5 MB]).
- 1871b: Neue Radspinnen. In: Verhandlungen der kaiserlich-königlichen zoologisch-botanischen Gesellschaft. Band 21, Wien 1871, S. 815–832 (zobodat.at [PDF; 1,7 MB]).
- 1875: Zweiter Beitrag zur Kenntnis der Arachniden-Familie der Territelariae Thorell (Mygalidae Autor). In: Verhandlungen der kaiserlich-königlichen zoologisch-botanischen Gesellschaft. Band 25, Wien 1875, S. 169 (zobodat.at [PDF; 6,1 MB]).
- 1878: Analytische Übersicht der europäischen Spinnenfamilien. In: Mitteilungen des Naturwissenschaftlichen Vereines für Steiermark. Band 14, 1878, S. 98–114 (zobodat.at [PDF; 1,3 MB]).
- 1885: Ueber das massenhafte Auftreten einer Podurie in Aussee Anfang März 1884. In: Mitteilungen des naturwissenschaftlichen Vereins für Steiermark. Band 21, 1885, S. CIII-CIV.